# DesktopBSD
 (septembre 2012).
DesktopBSD était un projet de système d'exploitation qui vise à fournir à l'utilisateur final un environnement de travail simple et efficace. le projet, né au cours de l'année 2004, et mis à la disposition du public au cours de l'année 2005, s'appuie sur le système d'exploitation FreeBSD et sur l'environnement KDE. Cependant, le système est abandonné depuis plusieurs années.
DesktopBSD n'est pas un fork de FreeBSD, mais juste une version modifiée, offrant grâce à des développements spécifiques un installateur graphique, un outil de partage de connexion à internet, des outils de paramétrage des appareils mobiles (PDA, réseaux wifi…), des outils de gestion de l'énergie, etc.
Le projet DesktopBSD est publié sous licence BSD. Il fut abandonné en septembre 2009 à la version 1.7 par le retrait des développeurs principaux, bien que repris en 2009 par un autre groupe. Cet essai n'apporta pas de nouvelle version, le projet cessant son activité vers 2015.

## Projet similaire
Un autre projet est apparu approximativement au même moment que DesktopBSD : PC-BSD. Tout comme DesktopBSD, il se fonde sur FreeBSD et KDE.
Leur but, bien que commun, utiliser un FreeBSD dans le cadre d'un usage personnel, diffère par leurs cheminements. PC-BSD va jusqu'à proposer un gestionnaire de paquets alternatifs ne s'appuyant pas sur l'existant.